# Invisible (film)
Invisible (The Invisible) è un film del 2007 diretto da David S. Goyer, remake di un film svedese intitolato Den Osynlige.

## Trama
Nick Powell è all'ultimo anno di liceo e, aspirante scrittore, decide di partire per Londra all'indomani del diploma per frequentare una prestigiosa università all'insaputa della madre che, vedova da qualche anno, aveva programmato il suo futuro in ogni particolare. Nick non sembra voler bene a sua madre, troppo distaccata sia verso di lui che verso la morte del marito.
Il miglior amico di Nick, Pete Egan, viene spesso trattato male da Annie Newton, un'adolescente emarginata a cui deve dei soldi. Lei e il fratello minore Victor vivono con il padre e la matrigna ai margini della periferia. Cercando di difendere Pete, Nick tenta di negoziare con Annie pagando il debito dell'amico, ma lei lo caccia in malo modo. Nick la compatisce e Annie gli si scaraventa addosso, facendo finire entrambi dal preside.
Annie passa le sue giornate a commettere crimini assieme al fidanzato, Marcus. Una notte, mentre Marcus sta rubando un'auto, Annie vede una vetrina di gioielli e decide di fracassarla per rubarne il contenuto. I due scappano e poco dopo Marcus la rimprovera per quella pericolosa iniziativa. Il mattino seguente Marcus esorta Annie a lasciargli la borsa con i gioielli rubati, ma lei si rifiuta e, ignorando le parole di Marcus, va via portandosi dietro il bottino. Marcus, arrabbiato, decide allora di darle una lezione denunciandola alla polizia. La ragazza viene arrestata, ma subito viene rilasciata per mancanza di prove e, tornata in libertà, decide di vendicarsi. Annie si convince che a denunciarla sia stato Pete, così lo fa pestare costringendolo ad ammettere la sua colpa. Pete, consapevole che la ragazza non si sarebbe convinta della sua innocenza, trova come unica soluzione quella di denunciare l'amico Nick, sicuro che fosse sul volo per Londra. Ma Nick non è mai partito per rimorso nei confronti della madre. Annie lo trova e, dopo averlo fatto pestare a sangue, gli assesta un ultimo calcio che gli fa battere la testa su un sasso. Credendolo morto, i ragazzi lo trascinano in mezzo al bosco e lo gettano in un tombino.
Con suo stupore Nick si ritrova in una sorta di limbo tra la vita e la morte. Capisce di non essere ancora morto e che deve trovare un modo per far ritrovare il suo corpo prima che sia troppo tardi. Ma nessuno può vederlo o sentirlo. L'unica persona che in qualche modo riesce a percepirlo è Annie.
Marcus viene a sapere dell'accaduto e, essendo in libertà vigilata e temendo di essere coinvolto nella faccenda, si fa dire da Pete dov'è il corpo del ragazzo. I due così lo spostano ai piedi di una diga, in modo da rendere impossibile il ritrovamento. Nel frattempo Annie penetra in casa di Nick e scopre di essere molto più simile a lui di quanto non pensasse. Convinta, non senza fatica, che Nick era ancora vivo, Annie cerca di salvare il ragazzo. Si reca, perciò, nel bosco dove aveva deposto il corpo per poi scoprire, sgomenta, che il corpo non c'era più. Un indizio la porta da Pete e con le minacce lo induce a rivelarle il nome del vero artefice dell'occultamento. Pete le fa il nome di Marcus, approfittando del momento per raccontarle la verità sulla sua innocenza e su quella di Nick. Devastato dal rimorso per aver provocato la morte del migliore amico, Pete decide di prendere numerose pillole che, mescolate all'alcol, lo inducono al coma. Ora, anche lui in limbo tra la vita e la morte, può finalmente vedere Nick, il quale si fa svelare la nuova posizione del suo corpo. Nel frattempo i genitori di Pete scoprono l'accaduto e portano il figlio in ospedale.
Annie va da Marcus e, dopo aver scoperto che era stato lui a denunciarla, minaccia di ucciderlo se questi non le avesse rivelato l'ubicazione del corpo. Marcus rivela il nascondiglio, ma subito dopo spara ad Annie ad un fianco. La ragazza gli spara di rimando ferendolo gravemente.
Colpita al ventre Annie chiama la polizia e rivela loro la posizione del corpo. Gli agenti sanno che è una corsa contro il tempo, perché a minuti la diga sarebbe stata aperta e l'acqua avrebbe trascinato Nick a valle. Giunti in tempo il corpo viene recuperato in fretta e portato subito in ospedale, ancora in bilico tra la vita e la morte. Annie fugge dalla scena del ritrovamento, ma viene indotta da Nick a raggiungerlo in ospedale. Qui si scontra con la madre di Nick che la aggredisce verbalmente, ma Annie, attraverso Nick, rivela alla donna quanto il figlio le voglia bene. Convince la donna a farla entrare nella stanza dove si trova Nick e lì gli parla e gli domanda scusa. Nick si sveglia e la ringrazia per avergli salvato la vita. Distesa accanto a lui ed esanime per aver perso una grande quantità di sangue, Annie muore.
Diversi mesi dopo Nick incontra il piccolo fratello di Annie, Victor, intento a far volare un aeroplano radiocomandato da un punto alto del parco dove Annie gli aveva promesso di portarlo. Nick gli propone di salutare la sorella attraverso un messaggio scritto sulle ali del velivolo e si fa dettare da Victor il messaggio che semplicemente è "HEY ANNIE".